# Activity Based Management
La gestione per attività (ABM) è un metodo di identificazione e valutazione delle attività che l'azienda svolge per effettuare un'analisi della catena del valore o un'iniziativa di re-engineering per migliorare le decisioni strategiche ed operative di un'organizzazione. 
L'Activity Based Management (ABM) rappresenta un'evoluzione dell'Activity Based Costing (ABC), da cui parte per porsi quale strumento operativo, non più di pertinenza del solo controller, di "gestione basata sulle attività" in relazione a un processo di cambiamento da attuare; in questo senso, è una metodologia quantitativa di supporto al Business Process Redesign e al Business Process Management, cui aggiunge criteri stringenti di misurabilità.
Per questo l'ABM si presta ad accompagnare non solo progetti di product costing, come già l'ABC, ma anche progetti che implicano cambiamenti strategici e organizzativi (introduzione di sistemi qualità, valutazione di investimenti in situazioni complesse, definizione di sistemi di indicatori, strategie legate al ciclo di vita di prodotti e business, ridefinizione delle organizzazioni per processi).
L'Activity-based costing stabilisce relazioni tra costi di struttura e le attività in modo che le spese generali possono essere più precisamente assegnati a prodotti, servizi o segmenti di clientela. L'ABM si concentra sulla gestione delle attività per migliorare il valore per il cliente.
Le attività che aggiungono valore al prodotto possono essere identificate e migliorate. Le attività che non aggiungono valore possono essere riportate alle loro cause (driver) su cui intervenire per ridurre tempi e costi, aumentando contemporaneamente il valore e la competitività del prodotto o del servizio. Inoltre, è possibile collegare le attività non solo ai prodotti, ma anche ad altri fattori dell'imprersa, per esempio i clienti.
Mentre l'ABC presenta i rischi di un approccio troppo rigido e quantitativo, che non permette di valorizzare le attività creative e non ricorrenti, quindi poco definibili in termini di "output", l'ABM consente di considerare anche queste come driver di valore verso altre attività interne o esterne, e come contesti di interesse per focalizzare investimenti, configurare spin-off, allargare lo "scope of business".

## Storia
L'Activity Based Costing, le cui origini possono essere fatte risalire al principio del XX secolo (1), fu riportato in auge nel corso degli anni '80 da diversi autori, e in particolare da Robert S. Kaplan per rispondere alla necessità di gestire i costi indiretti, che erano cresciuti moltissimo rispetto a quelli diretti a causa dell'introduzione di nuove tecnologie produttive, dello sviluppo di gamme prodotti maggiormente diversificate, con logistiche più complesse, e dell'accorciamento dei cicli di vita dei prodotti, che incrementava il peso di attività come la ricerca, l'innovazione e il marketing.
La contemporanea affermazione di movimenti come la Qualità Totale e il Business Process Reengineering, portò a considerare le informazioni fornite dall'ABC come elementi di un quadro complesso, che collegando attività e processi a prodotti e valori connessi, oltre che ai rispettivi costi, poteva indicare le azioni di cambiamento e il relativo governo; in questo modo venne a definirsi l'ABM. 
Uno dei principali ambienti di ricerca in cui il concetto dell'ABM emerse inizialmente fu il progetto CMS - Cost Management System del CAM-I (2), condotto nella fase iniziale da James Brimson (3, 4). Ulteriori sviluppi del concetto e applicazioni estensive delle metodologie hanno portato a configurare l'ABM come una filosofia di governo dell'impresa (5).